# Metropol Parasol
Metropol Parasol
Metropol Parasol é uma construção de madeira na praça La Encarnación, na zona antiga de Sevilha, Espanha. Foi desenhado pelo arquiteto alemão Jürgen Mayer-Hermann e a sua construção terminou em abril de 2011. Tem 150 por 70 metros e uma altura aproximada de 26 metros.
O edifício é conhecido popularmente como Las Setas de la Encarnación ("Os cogumelos da Encarnación"). É a maior estrutura de madeira do mundo[carece de fontes?].
O Metropol Parasol está organizado em quatro pisos. O piso subterrâneo contém o Antiquarium, onde há vestígios arqueológicos romanos e árabes em exibição. O piso 1, térreo, é o mercado central. Os pisos 2 e 3 são terraços panorâmicos, havendo num deles um restaurante, com excelentes vistas sobre o centro de Sevilha.

## Descrição

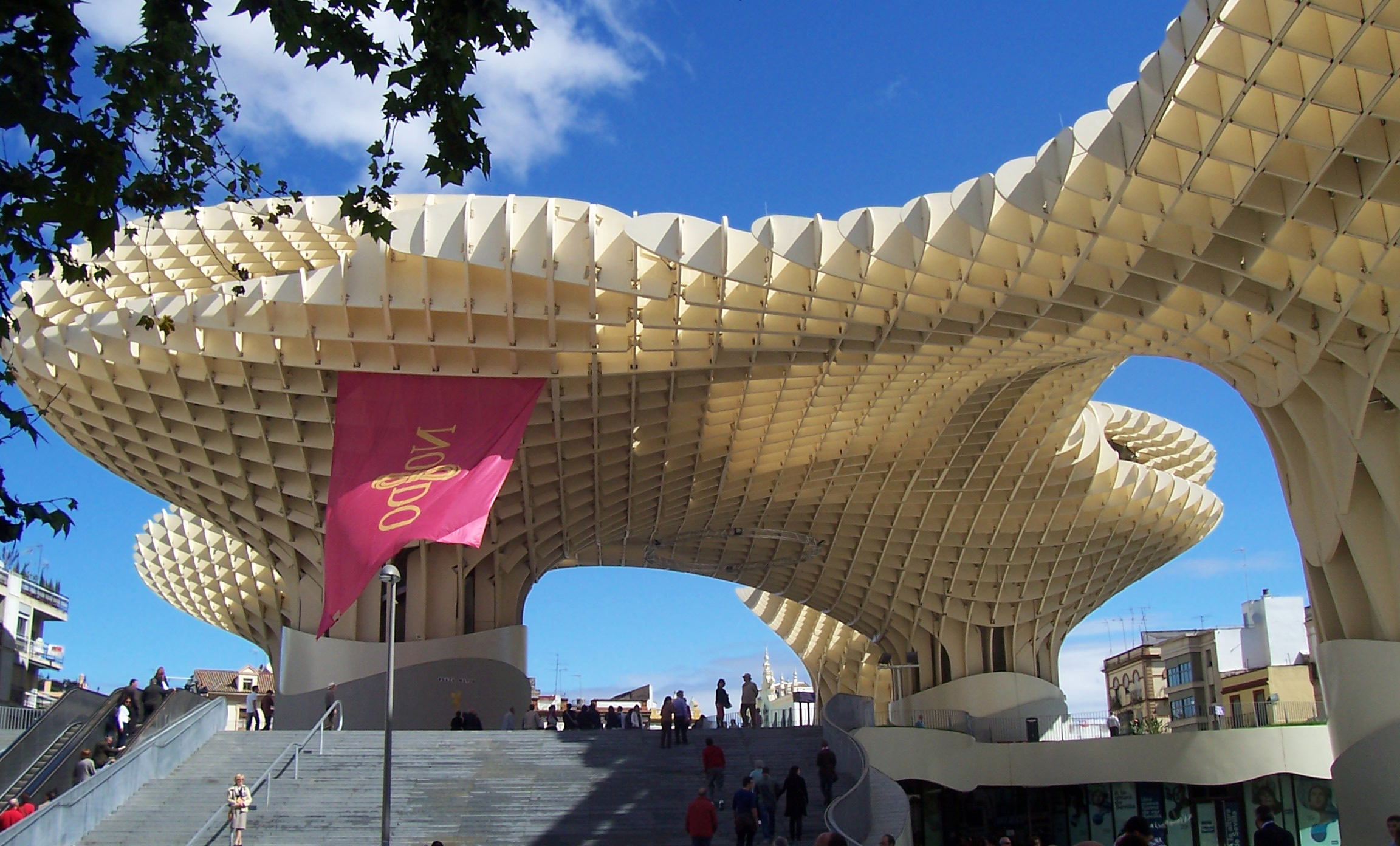
Vista actual do edifício.

A estrutura consiste em seis guarda-sóis com a forma de cogumelos, de grandes dimensões, cujo desenho se inspira nas abóbadas da catedral de Sevilha e dos ficus da praça Cristo de Burgos, próxima do local.